# فرودگاه آبی پادگان بیگ هوک ویلدرنیس
فرودگاه آبی پادگان بیگ هوک ویلدرنیس (به انگلیسی: Big Hook Wilderness Camp Water Aerodrome) یک فرودگاه همگانی است که یک باند فرود آب دارد. این فرودگاه در کشور ایالات متحده آمریکا قرار دارد و در ارتفاع ۲۶۲ متری از سطح دریا واقع شده‌است.